# Merrill at Midnight
Merrill at Midnight — четвёртый студийный альбом американской певицы Хелен Меррилл, выпущенный в 1957 году на лейбле EmArcy Records. Также в записи принял участие квартет под управлением Хэла Муни.

## Отзывы критиков
| Оценки критиков                   | Оценки критиков |
| Источник                          | Оценка          |
| --------------------------------- | --------------- |
| AllMusic                          | [ 1 ]           |
| The Encyclopedia of Popular Music | [ 2 ]           |
| Tom Hull — on the Web             | B               |

Обозреватель Cash Box написал: «Стилист в своей третьей работе для EmArcy использовала набор, который по своей чувствительности редко встречается на дисках. Откликаясь на необычайно прекрасную подборку песен, которые редко можно услышать („After You“, „If I Forget You“ и „Soft As Spring“), Мисс Меррилл передаёт мелодию и текст с нежностью и теплотой, понимание аранжировок Хэла Муни. Профессиональные вокальные исполнения».
Брюс Эдер из AllMusic в своей рецензии написал: «Хелен Меррилл записала этот великолепно оркестрованный альбом совместно с аранжировщиком Хэлом Муни. Открывая капризной и великолепной песней „I’ll Be Around“, в „Soft as Spring“ она переходит почти в режим художественной песни, а её звучание в „If I Forget You“ опасно приближается к поп-музыке, дополненной переливчатыми арпеджио для арфы, как и в „It’s a Lazy Afternoon“. Но Меррилл настолько соблазнительно утончённа и навязчиво красива в своей интонации, и в её исполнении достаточно блюзовой основы, чтобы эти песни соответствовали остальному материалу и другим её произведениям той эпохи. На самом деле, весь альбом охватывает всю эту территорию — это просто Хелен Меррилл и Хэл Муни объединили несколько жанров в более сложной музыкальной обстановке, чем обычно на её записях. Все эти элементы собраны воедино и закручены настолько туго и мощно, насколько это возможно, в финальном треке „Black Is the Color of My True Love’s Hair“ — это должно было стать завершением, потому что ничто другое здесь не могло превзойти его по абсолютной, сдержанной мощи и эффектности».

## Список композиций
1. «Soft as Spring» (Алек Уайлдер) — 3:06
2. «Black Is the Color of My True Love’s Hair» (народная) — 2:27
3. «Lazy Afternoon» (Джон Ла Туш, Джером Моросс) — 3:00
4. «The Things We Did Last Summer» (Сэмми Кан, Джул Стайн) — 3:02
5. «After You» (Коул Портер) — 3:01
6. «If You Go» (Джеффри Парсонс) — 3:08
7. «If I Forget You» (Ирвинг Сизар) — 3:16
8. «If Love Were All» (Ноэл Кауард) — 3:02
9. «Easy Come Easy Go» (Джонни Грин, Эдвард Хейман) — 3:41
10. «I’ll Be Around» (Алек Уайлдер) — 2:42

## Участники записи
- Хелен Меррилл — вокал
- Бадди Уид (треки 1, 3, 5, 7, 10), Мэриэн Макпартлэнд (2, 4, 6, 8, 9) — фортепиано
- Билл Мур — гитара
- Милт Хинтон — контрабас
- Сол Губин — барабаны
- Хэл Муни — аранжировка, дирижёр